# 夏瑣
夏瑣（希伯來語：‎），又译哈措尔或泰勒哈措尔，是位於以色列的聯合國教科文組織所定的世界遗产。與米吉多與別是巴同列入聖經廢丘－世界文化遺產第1108號。

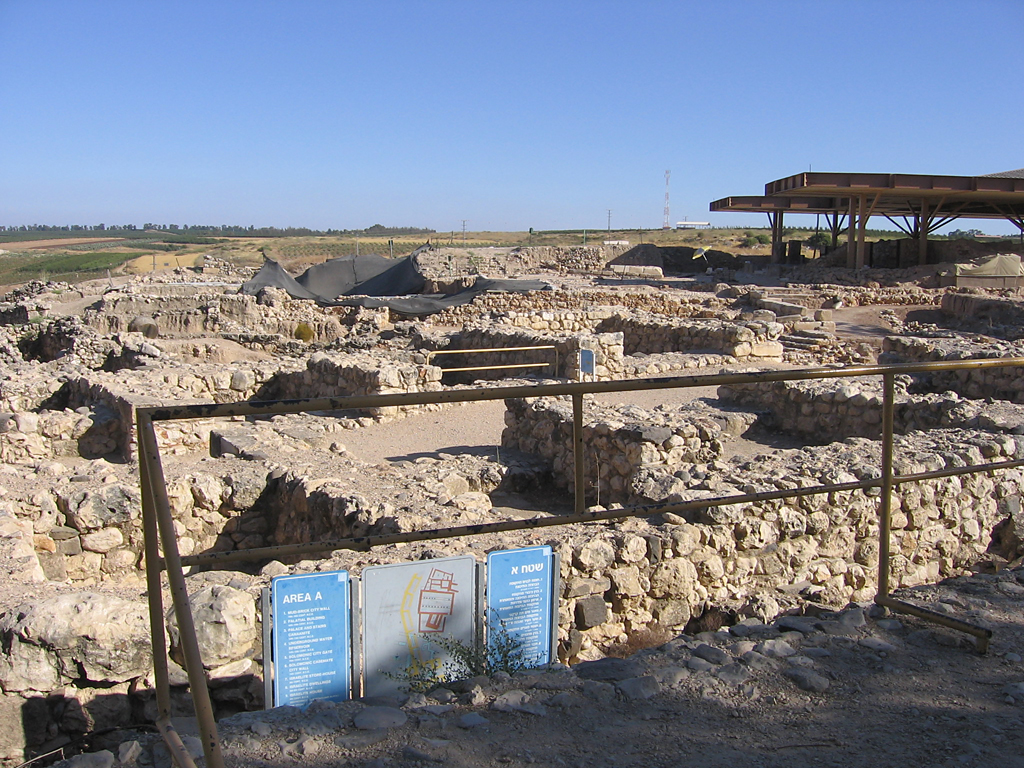
所羅門王建造的城門的遺跡

列王紀上9章15節提到所羅門王在夏瑣、米吉多、基色建造城牆。考古學家在三地發現相似的城門的遺跡。